# Строње Слонске
Строње Слонске (пољ. Stronie Śląskie) град је у Пољској у Војводству доњошлеском. По подацима из 2012. године број становника у месту је био 6005.

## Становништво
| 2012. |
| ----- |
| 6.005 |